# Parafia Świętych Apostołów Szymona i Judy Tadeusza w Mokrej
Parafia Świętych Apostołów Szymona i Judy Tadeusza w Mokrej – parafia rzymskokatolicka, znajdująca się w archidiecezji częstochowskiej, w dekanacie Miedźno, erygowana w 1981 roku.